# Agustín Kardaberaz
Agustin Kardaberaz o Agustín de Cardaberaz (Hernani, 29 de desembre de 1703 - Bolonya, 18 d'octubre de 1770) fou un escriptor en èuscar, apologista, professor de la Universitat de Bilbao i d'Oñati i jesuïta basc.

## Obra

### Religiosa
- Christauaren Vicitza edo orretarako Vide erreza bere amabi Pausoaquin (1744)
- Aita San Ignacioren Egercicioen Gañean Afectoac, beren Egemplo, ta Dotrinaquin: edo Egercicioen II. Partea (1761)
- Aita San Ignacioren Egercicioen III. Partea (1761)
- Aita San Ignacioren Egercicioen Gañean, orien lau asteetaco Meditacio laburrac, edo Egercicioen IV. Partea (1761)
- Ondo iltcen icasteco ta ondo iltcen laguntceco egercicioak (1762)
- Jesus, Maria ta Joseren devociñoco Libruchoric atararico devociño batzuc (1763)
- Mezaco Sacrificio ta Comunio Sagraduaren gañeco doctrina
- Escu liburua, ceinetan arquitcen dira cristau onaren eguneroco egercicioac
- Amorezco ta Dolorezco Jesu-Christoren Pausuac
- Ama Veneragarri Josefa sacramentu guciz santuarena ceritzanaren Vicitza eta vertuteac
- Azpeitico erri chit noblearen gloria paregabeac edo Aita San Ignacioren bicitza laburra

### Doctrina
- Christauaren doctrina (1760)

### Retòrica
- Eusqueraren Berri onac (1761)

### Llibres d'apologia
- Justuen Ispillu Arguia (1764)
- Senar emazte santuak (1766)